# Franz Töpsl

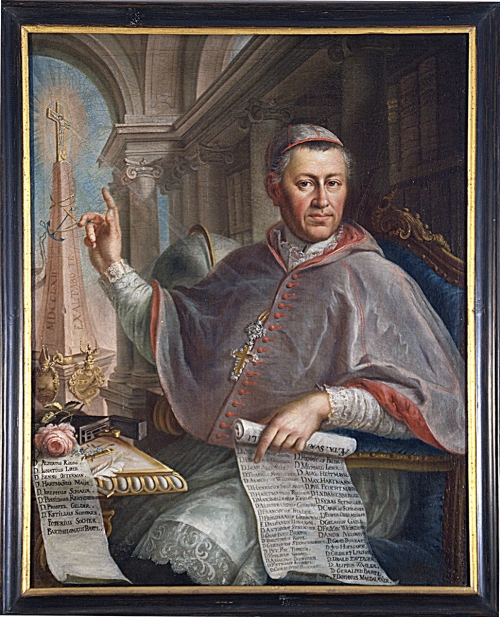
Probst Franz Töpsl; Gemälde von Johann Baptist Baader, 1762

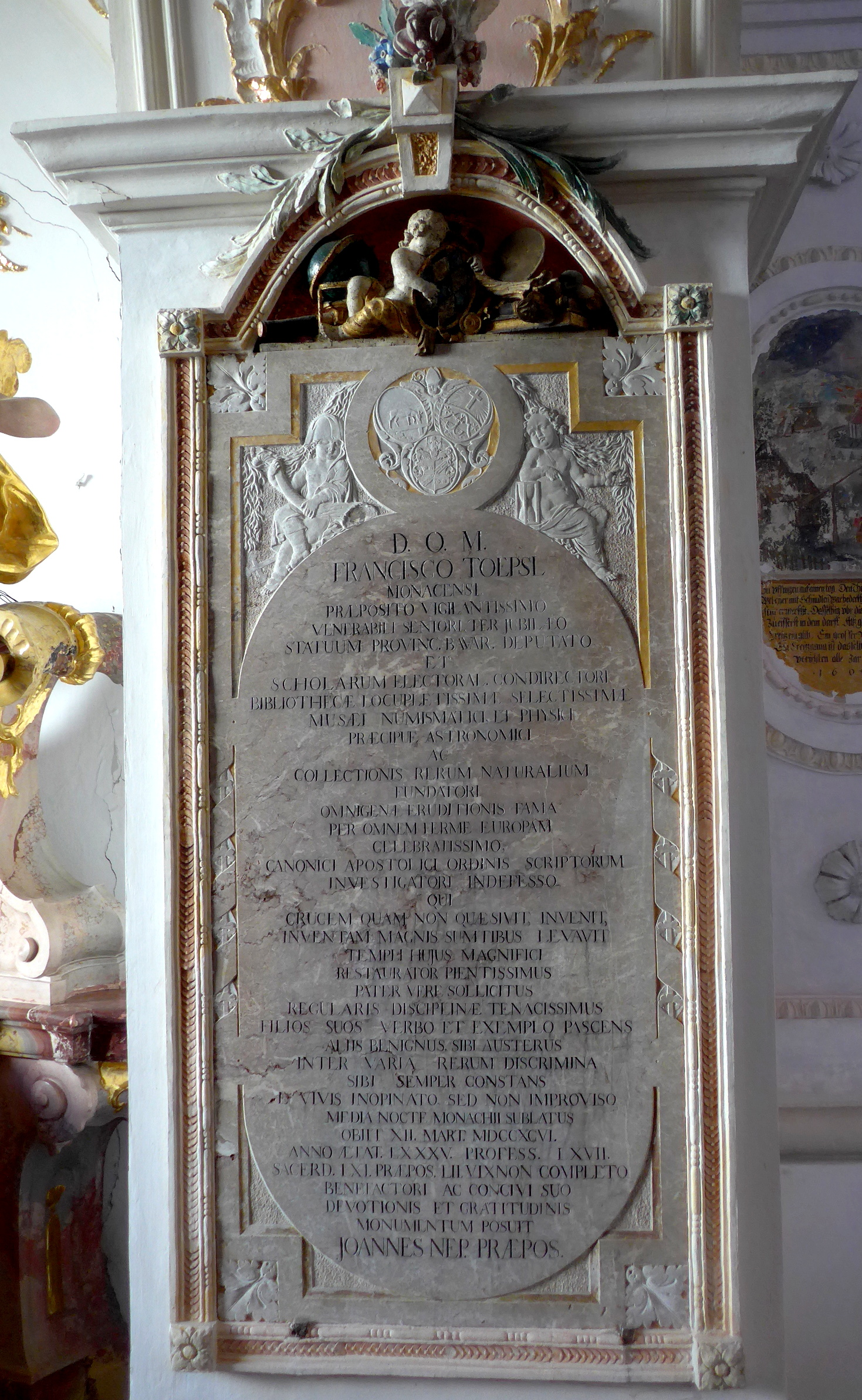
Epitaph für Propst Franz Töpsl

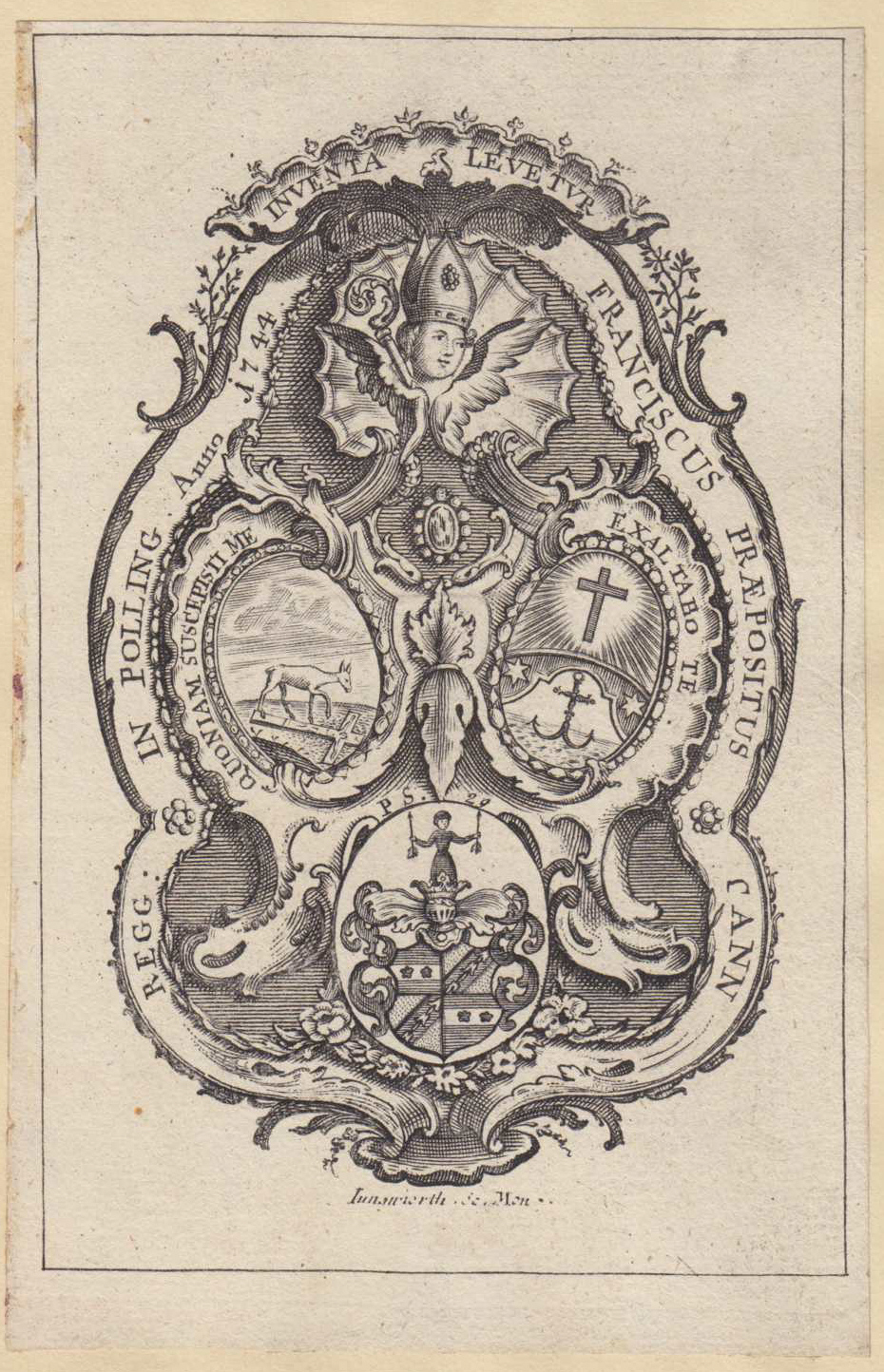
Wappen des Franz Töpsl
Radierer: Franz Xaver Jungwirth, 1744

Franz Töpsl, eigentlich Joachim Josef Martin Töpsl, (* 18. November 1711 in München, Kurfürstentum Bayern; † 12. März 1796 ebenda) war ein katholischer Theologe und Augustinerchorherr. Von 1744 bis 1796 war er Propst des Augustiner-Chorherrenstifts Polling. Zu seinen Forschungsschwerpunkten gehörten daneben Astronomie und Biologie. Zudem gilt er als einer der wichtigsten Vertreter der Katholischen Aufklärung in Bayern.

## Leben
Seine Eltern waren der Ratsherr Joseph Felix Töpsl und dessen Ehefrau Maria Magdalena Mayr. Franz, der bei seiner Taufe die Vornamen Joachim Josef Martin erhielt, besuchte das Münchner Jesuitengymnasium,  das er 1728 mit 17 Jahren erfolgreich abschloss. Anschließend trat er als Novize in das Augustiner-Chorherrenstift Polling ein, wo er den Ordensnamen Franz(iskus) annahm.
Nach der Profess am 4. Oktober 1729 studierte er Philosophie und Theologie an der hauseigenen Lehranstalt des Pollinger Stifts. Später setzte er das Studium an der Universität Ingolstadt fort. Nach Beendigung des Studiums wurde er am 17. April 1735 im Dom zu Augsburg zum Priester geweiht. Anschließend wirkte er als Seelsorger u. a. in den Pfarreien Marnbach, Deutenhausen und Forstenried. 1741 wurde er zum Dekan ernannt, und damit Stellvertreter des Propstes. Nach dem Tod des Propstes Albert Oswald wurde Franz Töpsl am 16. April 1744 zu dessen Nachfolger gewählt und am 20. d. M. geweiht.
Als Propst erwarb er sich große Verdienste um das Pollinger Chorherrenstift. Er baute das Stift zu einem Zentrum der Wissenschaft aus. Konventmitglieder waren u. a. Eusebius Amort, Gerhoh Steigenberger und Sebastian Seemiller. 1759 gehörte Propst Töpsl zu den Gründungsmitgliedern der Kurfürstlichen Akademie der Wissenschaften.
Von 1776 bis 1779 wurde unter seiner Aufsicht der Bibliothekssaal, die neue Klosterbibliothek Polling errichtet, dessen Bücherbestand bis zur Säkularisation in Bayern 1802/1803 auf ungefähr 80.000 Bände anwuchs, wodurch die Stiftsbibliothek einer der umfangreichsten im damaligen Bayern wurde. Durch seine Initiative entstanden auch eine Sternwarte sowie ein Naturalien- und Mineralienkabinett. Zum wissenschaftlichen Ansporn seiner Mitbrüder ließ Töpsl gemalte Porträts gelehrter Augustiner-Chorherren fertigen und in den Gängen des Stifts aufhängen. Die Reste dieser einstmals mehr als 200 Porträts umfassenden Chorherrengalerie („Pollinger Pinakothek“) befinden sich infolge der Säkularisation heute im Besitz des Archivs der Ludwig-Maximilians-Universität München. In den Jahren 1761–1765 veranlasste Propst Töpsl den Umbau der Stiftskirche im Stil des Barock.
Ab 1774 war Töpsl Landschaftsverordneter des Prälatenstandes tätig. Da er sich für Reformen im Schulwesen eingesetzt hatte, wurde er 1781 zum Generalschuldirektor des damaligen Bayern ernannt. Im Alter von 85 Jahren starb Propst Franz Töpsl in der Nacht von 11. auf 12. März 1796 in München an einem Schlaganfall. Der Rottenbucher Propst Albin Schwaiger hielt die „Rede bey der Todesfeyer des Franziskus Töpsl, Probstes in Polling“. 1957 wurde im Münchner Stadtteil Allach der Franz-Töpsl-Weg nach ihm benannt. Martin Gerbert, selbst ein bedeutender Gelehrter, bezeichnetete ihn als "Lebendige Bibliothek".

## Werke
- Succincta informatio de canonia Pollingana, 1760 Digitalisat (Handschrift)
- Elenchus onomasticus scriptorum sacri et apost. ordinis canonicorum regul. S. Augustini, 1762.

## Grabstein
Der Grabstein für Franz Töpsl, veranlasst von seinem Nachfolger, Propst Johann Nepomuk Daisenberger, befindet sich in Heilig Kreuz in Polling, der ehemaligen Kirche der  Augustinerchorherren, neben dem Marienaltar. Die Inschrift lautet in Abschrift unter Auflösung der Abkürzungen des Originals in Klammern: